# Diplusodon argenteus
Diplusodon argenteus är en fackelblomsväxtart som beskrevs av A. Lourteig. Diplusodon argenteus ingår i släktet Diplusodon och familjen fackelblomsväxter. Inga underarter finns listade i Catalogue of Life.